# La Goutelle
La Goutelle ist eine französische Gemeinde mit 615 Einwohnern (Stand: 1. Januar 2022) im Département Puy-de-Dôme in der Region Auvergne-Rhône-Alpes. Sie gehört zum Arrondissement Riom und zum Kanton Saint-Ours (bis 2015: Kanton Pontgibaud).

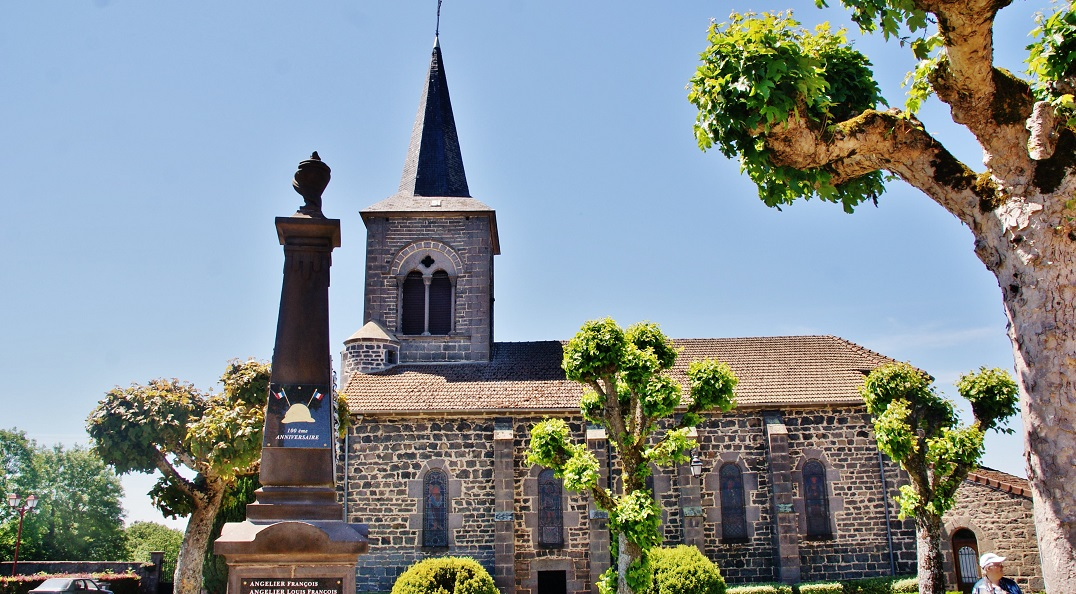
Kirche

## Geographie
La Goutelle liegt etwa 26 Kilometer westnordwestlich von Clermont-Ferrand. Das Gemeindegebiet wird vom Flüsschen Teissoux durchquert. Umgeben wird La Goutelle von den Nachbargemeinden Miremont im Norden und Nordwesten, Saint-Jacques-d’Ambur im Norden, Montfermy im Osten und Nordosten, Bromont-Lamothe im Osten und Südosten, Cisternes-la-Forêt im Süden und Südwesten sowie Pontaumur im Westen.

## Weblinks

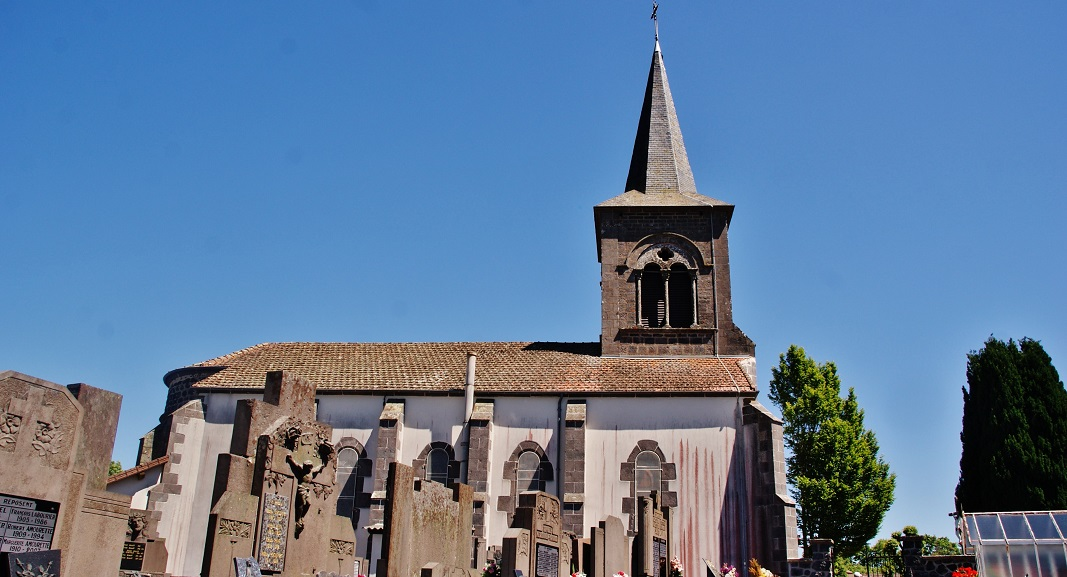
Kirche Notre-Dame de l'Immaculée-Conception

## Bevölkerungsentwicklung
| Jahr                       | 1962 | 1968 | 1975 | 1982 | 1990 | 1999 | 2008 | 2013 |
| Einwohner                  | 592  | 611  | 603  | 584  | 577  | 582  | 560  | 631  |
| Quellen: Cassini und INSEE |      |      |      |      |      |      |      |      |

## Sehenswürdigkeiten
- Kirche Notre-Dame de l'Immaculée-Conception
- Mühle La Quarte